# Sigur Rós
Sigur Rós (['sɪɣʏr rous] си́гур ро́ус, в переводе с исл. — «роза победы») — исландская пост-рок-группа с мелодическими, минималистичными и классическими элементами, основанная в 1994 году. В начальный состав входили следующие музыканты: Йоун Тоур Биргиссон (вокал, гитара), Георг Хоульм (бас-гитара) и Аугуст Эйвар Гюннарссон (барабаны). Группа известна «неземным» звучанием и фальцетом вокалиста Йоуна Тоура Биргиссона.

## Состав
- Йоун Тоур «Йоунси» Биргиссон (Jón Þór «Jónsi» Birgisson) — вокал, гитара, смычковая гитара, клавишные, губная гармоника, банджо
- Георг «Гогги» Хоульм (Georg «Goggi» Hólm) — бас-гитара, колокольчики
- Кьяртан «Кьярри» Свейнссон (Kjartan «Kjarri» Sveinsson) — клавиши, гитара, пианино, орган, флейта, гобой, банджо, вокал (1998—2012)
- Орри Паудль Дирасон (Orri Páll Dýrason) — ударные, клавишные (1999 — настоящее время)

В записях коллектива и во время концертов также участвует коллектив Amiina.

## История

### Von(1997) иVon brigði(1998)
Йоун Тоур Биргиссон (гитара, вокал), Георг Хоульм (бас) и Аугуст Эйвар Гюннарссон (барабаны) сформировали группу в Рейкьявике в августе 1994 года. Имя группы позаимствовано у младшей сестры Йоунси Сигурроус (Sigurrós, которое переводится с исландского как «Роза Победы»), которая родилась как раз в тот день, когда группа была сформирована. Вскоре они выиграли сделку на запись в локальной звукозаписывающей компании Smekkleysa (в переводе с исл. — «Плохой вкус»), которой владела исландская группа The Sugarcubes.
В 1997-м они выпустили альбом Von (произносится [vɔːn], пер. «Надежда») и в 1998-м — коллекцию ремиксов Von brigði ([vɔːn ˈprɪɣðɪ], пер. «Вариации надежды», тогда как слово «Vonbrigði» означает «разочарование»). Клавишник Кьяртан Свейнссон присоединился к группе в 1998. Он — единственный участник группы с музыкальным образованием, и поэтому впоследствии содействовал большинству оркестровых и струнных аранжировок в их дальнейшей работе.

### Ágætis byrjun(1999)
Международное признание пришло к группе в 1999-м с выходом альбома Ágætis byrjun (произносится [ˈaʊ̯ɣaɪ̯tɪs ˈpɪrjʏn], пер. «Хорошее начало»).
Признание к альбому пришло только в течение следующих двух лет. Вскоре критики по всему миру вознесли его в ранг одного из самых великих альбомов того времени, и группа играла на разогреве у таких уже общепризнанных групп, как Radiohead. Три их песни: «Ágætis byrjun», «Svefn-g-englar» и живая запись на тот момент ещё невыпущенной «Njósnavélin» (позднее «Untitled #4») появились в фильме Камерона Кроу «Ванильное небо». Ещё две их композиции последовательно появлялись в североамериканском сериале «Queer as Folk». Также их музыка появлялась в сериалах «24 часа» («Ný batterí»), «C.S.I.: Место преступления» (трек «Svefn-g-englar») и «C.S.I.: Место преступления Майами». В 2004-м Уэс Андерсон (Wes Anderson) использовал их трек «Starálfur» в своём фильме «The Life Aquatic with Steve Zissou» (в русском переводе «Водная жизнь» или «Утомлённые морем»), а также он был использован в фильме, выигравшем премию Эмми «Девушка из кафе» (в ориг. «The Girl in the Café»), трек «Untitled #3» звучит в финальной сцене из фильм Грега Араки «Загадочная кожа». Также они были использованы в фильме режиссёра Энки Билала «Бессмертные: Война миров».
После выпуска Ágætis byrjun группа стала хорошо известной за счёт стиля игры Йонси на гитаре смычком от виолончели, создающим широкий, текучий, уникальный для электрогитары звук, подчёркнутый реверберацией.

### Rímur(2001)
В 2001-м Sigur Rós обновили их новую завершённую студию записью мини-альбома Rímur с исландским рыбаком по имени Стейндоур Андерсен (Steindór Andersen). Мини-альбом содержит 6 песен, на всех Стейндоур Андерсен читает традиционную исландскую поэзию под названием ри́мюр (rímur). Sigur Rós аккомпанируют ему в трёх треках. Две песни Стейндоур исполняет один. Последняя песня на Rímur, «Lækurinn», — это дуэт с Сигурдуром Сигурдарсоном (Sigurður Sigurðarson). Тысяча копий мини-альбома были напечатаны и проданы на протяжении их тура весной 2001-го. Мини-альбом продавался в чёрно-белой бумажной обложке.

### ( )(2002)
Барабанщик Аугуст покинул группу после записи Ágætis byrjun и был заменён Орри Паудлем Дирасоном. В 2002 году был выпущен их долгожданный следующий альбом ( ). Во время релиза все треки на альбомы были без названия, однако позже группа опубликовала названия песен на своём сайте. Все стихи на ( ) спеты на языке Vonlenska, также известном как Hopelandic, языке, сконструированном из бессмысленных слогов, который имеет сходство с фонологией исландского языка. Также было заявлено, что предполагается, что слушатель может интерпретировать своё собственное значение стихов, которое может быть записано на пустых страницах буклета альбома.
Sigur Rós сотрудничали с британской группой Radiohead в октябре 2003 года, для сочинения музыки к танцевальной композиции «Split Sides» американского танцора Мерса Каннингема; 3 трека Sigur Rós были названы «Ba Ba Ti Ki Di Do» и выпущены в марте 2004 года, тогда как произведения Radiohead не были выпущены вообще. Дебютный альбом Sigur Rós 1997 года был издан в Британии и США в октябре 2004 года.

### Takk…(2005)
Четвёртый альбом группы, Takk… ([ˈtʰaʰk], «Спасибо…»), имеющий характерный звук их второго альбома в более рок-ориентированной структуре с большим использованием гитар, был выпущен в сентябре 2005-го. «Hoppípolla» ([ˈhɔʰpiˌpʰɔtl̥a], «Прыжки по лужам»), второй официальный сингл с альбома Takk…, был выпущен в ноябре вместе с новым студийным ремейком «Hafsól» ([ˈhafsoʊ̯l], «Океанское солнце»), песни, до этого выпущенной на дебютном альбоме группы в 1997-м, Von. «Hoppípolla» была использована в трейлерах для передачи о природе на BBC «Planet Earth» в 2006-м, также как и в закрывающих титрах для финала кубка Футбольной Ассоциации Англии (FA Cup) и на ITV для освещения Оксфордского и Кембриджского соревнования по гребле на лодках в 2006-м, рекламы на BBC для освещения репортажей об английских играх мирового кубка УЕФА в 2006-м, в телевизионных рекламных роликах для Radio Telefís Éireann о традиционных ирландских Gaelic games, а также для рекламы консидерации Oxfam. Также трек был использован в финальной сцене фильма «Пенелопа», для трейлера фильма «Дитя человеческое», также как для трейлера к фильму «Миллионер из трущоб». Следовательно, запросы на сингл начали расти. Он был широко распространён EMI впоследствии. Также песня была использована для трейлера к диснеевскому мультфильму «Earth». В 2010 году вступление к песне было использовано в трейлере к передачам канала Discovery под названием «Live Life Large» (в переводе с англ. — «Живи на полную»). Песня «Sæglópur» также была использована в Детском Евровидении 2009 и в подростковом сериале The Cut (2010, Великобритания).
Ещё один мини-альбом Sæglópur ([ˈsaɪ̯ˌkloʊ̯pʏr]) был издан в июле 2006-го почти во всех частях света и в августе в США. Первоначально релиз был запланирован на май, но из-за неожиданного спроса на «Hoppípolla» он был отодвинут. Sigur Rós записали три новые песни, они и появились на мини-альбоме («Refur», «Ó friður» и «Kafari»). В июле 2006-го Sigur Rós закончили свой большой мировой тур по Европе и США (они отыграли главное шоу хедлайнеров на Hollywood Bowl), Канаде, Австралии, Новой Зеландии, Гонконгу и Японии. По возвращении на свою родину Sigur Rós отыграли серию бесплатных неанонсированных концертов в Исландии на протяжении июля и августа, играя на различных открытых площадках, таких как заброшенные бункеры, в общественных кафе, каждый из которых был включён в их документальный фильм «Heima», вышедший в 2007-м году. Также они дважды в феврале 2007-го играли концерты в США.

### HeimaиHvarf/Heim(2007)
В августе 2007-го было выпущено ограниченное DVD+CD издание саундтрека к документальному фильму Hlemmur. Hvarf/Heim ([ˈkʰvarf], [ˈhɛɪ̯m]) был издан 5 ноября (6 ноября в США), он представлял собой двойной альбом-компиляцию, содержащий студийные версии до этого неизданных песен — «Salka» ['salka], «Hljómalind» ['ɬʲoʊ̯maˌlɪnt] (до этого известная как «Rokklagið»), «Í Gær» [i ˈcaɪ̯r] и «Von» — на Hvarf, и акустические студийные версии песен: «Samskeyti» ([ˈsamˌscɛɪ̯tɪ]), «Starálfur» [ˈstarˌaʊ̯lvʏr], «Vaka» [ˈvaːka], «Ágætis Byrjun», «Heysátan» [ˈhɛɪ̯saʊ̯tan] и «Von», на Heim. В тот же день (20 ноября в США) Heima, DVD с записью живых выступлений предыдущего летнего тура по Исландии, был издан. Прямо перед самым выходом Hvarf/Heim, 29 октября был выпущен сингл под названием «Hljómalind». Для продвижения своего фильма Heima группа запланировала серию премьерных показов по всему миру, вместе с коротким акустическим сетом до фильма и ответом на вопросы после.

### Með suð í eyrum við spilum endalaust(2008)
Пятый студийный альбом Með suð í eyrum við spilum endalaust (произносится [mɛð sʏð i ˈeiːrʏm vɪð ˈspɪːlʏm ˈɛntaløyst], «Мы будем играть бесконечно с жужжанием в ушах»), был записан с продюсером Flood в пригороде Рейкьявика и выпущен 23 июня 2008-го и был в целом позитивно встречен. Было сказано, что он стилистически отличен от их предыдущих релизов, с меньшим количеством струнных и большим — гитар. Заключительный трек «All Alright» — первый трек, который был спет группой по-английски, тогда как вся остальная лирика — на исландском.
Группа была анонсирована хедлайнером фестиваля Splendour in the Grass 2008 в австралийском городе Байрон-Бей, фестиваля Latitude 2008 и, наконец, La Route du Rock фестиваля во французском Сен-Мало. В дополнение к этому, группа исполнила ночной сет на Bonnaroo Music Festival 2008 в Манчестере, штат Теннесси, США, где задымилась колонка в конце их второй песни. Йоунси прокомментировал это: «Пианино взрывается, я думаю», это была одна из нескольких фраз, сказанных по-английски. Группа сделала первую песню с альбома под названием «Gobbledigook» вместе с видеоклипом на неё бесплатными для скачивания на своём сайте. 8 июня весь их альбом стал доступен для бесплатного прослушивания на официальном сайте группы и на Last.fm.
В конце лета 2008 года группа дала по концерту в Москве и Санкт-Петербурге. Осенью 2008 года Sigur Rós отправились в мировой тур в поддержку их нового выпущенного альбома. Группа играла вчетвером, без Amiina и духовой секции, и это было впервые, когда группа играла вчетвером за 7 лет. Они начали тур 17 сентября 2008 года в США в United Palace Theater в Нью-Йорке и закончили концертом в Рейкьявике в Laugardalshöll 23 ноября 2008 года. Большинство концертов тура было в Европе, за исключением концертов в США, Австралии, Канаде и Японии.

### Творческий отпуск
29 января 2010 года на своём сайте группа выложила информацию о том, что прекращает творческую деятельность на неопределённое время. Йоунси в своём интервью журналу Spinner рассказал, что ныне каждый из членов группы занимается своими личными семейными делами и каких-либо музыкальных релизов от Sigur Ros в 2010 году не предвидится. В мае прошлого года группа объявляла, что работает над новым, шестым студийным альбомом, который уже почти завершён. В действительности, признал Биргиссон, всё, что было записано, группу не устроило и было отвергнуто. Коллектив планировал позже начать новую запись, однако эти планы остались нереализованными из-за сольной активности Йоунси Биргиссона.

### Valtari(2012)
28 мая 2009 года Sigur Rós анонсировали, что они почти завершили запись своего нового альбома. Группа сказала, что альбом принимает форму более медленной и эмбиентной записи, чем Með suð í eyrum við spilum endalaust и Takk…. Музыка также мелодична, но менее шумная и более аутентичная, чем предыдущие альбомы.
В мае 2012 вышел Valtari.

### Kveikur(2013)
Альбом Kveikur планировался к выходу 17 июня 2013 года. Со слов самих музыкантов, альбом получил более «тяжёлое» звучание.
Группа предоставила возможность прослушать Kveikur онлайн на собственном официальном сайте с 11 июня.

### Atta (2023)
12 июня 2023 года Sigur Rós выпустили сингл «Blodberg». 15 июня музыканты анонсировали выход восьмого студийного альбома, а уже 16 июня вышел альбом «Atta». В альбом вошли 10 треков, включая «Blodberg», название альбома переводится с исландского как «восемь».

## Дискография

### Альбомы
- Von (1997)
- Von brigði (1998)
- Ágætis byrjun (1999)
- ( ) (2002)
- Hlemmur (2002)
- Takk… (2005)
- Með suð í eyrum við spilum endalaust  (2008)
- Valtari (2012)
- Kveikur (2013)[3]
- Átta (2023)

### Синглы и мини-альбомы
- Svefn-g-englar (1999)
- Ný batterí (2000)
- Hjartað hamast (2000)
- Viðrar vel til loftárása (2000)
- Olsen olsen (2000)
- Starálfur (2000)
- Flugufrelsarinn (2000)
- Steindór Andersen / Rímur EP (2001)
- Untitled 1 (a.k.a. «Vaka») (2003)
- Untitled 8 (a.k.a. «Popplagið» (2003)
- Ba Ba Ti Ki Di Do (2004)
- Glósóli (2005) (только в Европе)
- Hoppípolla (2005)
- Gong (2005)
- Sæglópur (2006)
- Hvarf/Heim (2007)
- Brennisteinn (2013)
- Route One (2018)

### Другие работы
- Heima — музыкальный фильм о выступлениях группы в Исландии